# Капуцинки
Капуци́нки, Орден кларисс-капуцинок (лат. Ordo Sanctae Clarae Capuccinarum, OSClCap) — женский монашеский орден Католической церкви, одна из ветвей Второго (женского) ордена францисканцев (клариссинок).

## История

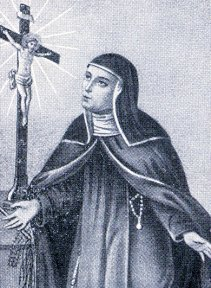
Мария Лоренца Лонго, основательница монастыря капуцинок

Исторически вторая (женская) ветвь ордена францисканцев именовалась не францисканками, а клариссинками (клариссами) в честь святой Клары Ассизской. В начале XV века из клариссинок выделилась ветвь строгого соблюдения, основанная святой Колеттой Буале, получившая в её честь имя колеттанки. Её члены наряду с уставом св. Клары, общим для всех клариссинок, принимали дополнительную конституцию св. Колетты Буале, усиливающую аскетическую составляющую монашеской жизни.
В 1525 году в результате капуцинской реформы мужского францисканского ордена образовался орден капуцинов, также отличавшийся строгостью устава. В 1530 году капуцины прибыли в Неаполь. Пятью годами позже под их влиянием неаполитанская колеттанка Мария Лоренца Лонго основала монастырь со строгим затвором, положив начало новой ветви клариссинок, ставшей по сути Вторым орденом для капуцинов.
Папа Павел III 10 декабря 1538 года утвердил орден кларисс-капуцинок. Уставом ордена стала характерная для колеттанок комбинация устава св. Клары Ассизской и конституции св. Колетты Буале, дополненная некоторыми установлениями монашеской конституции мужского ордена капуцинов. Капуцинки вели свою жизнь в строгом затворе, их жизнь отличалась бедностью и строгими аскетическими практиками.
В XVIII веке орден насчитывал около 2500 монахинь. В 1839 году была канонизирована первая святая ордена — Вероника Джулиани. Ожидается канонизация Марии Консолаты (Бетроне). В 2002 году орден насчитывал 2263 монахини и 157 монастырей.

## Факты

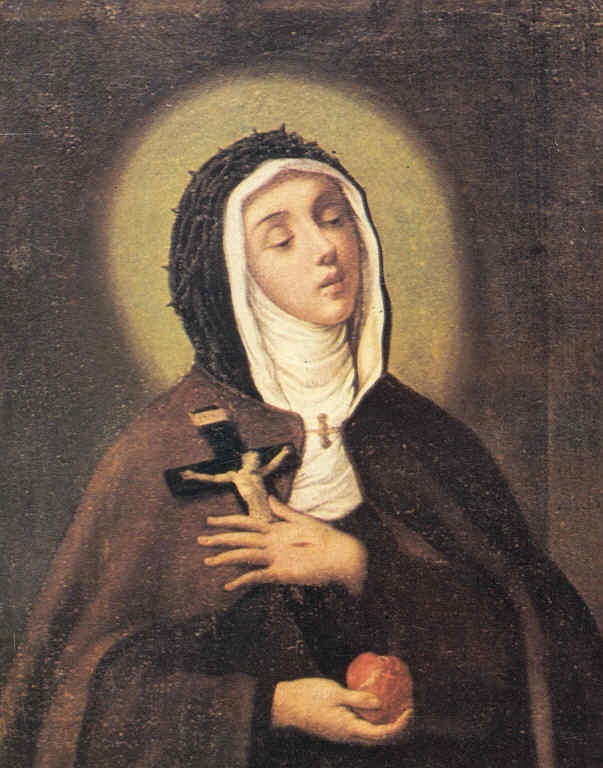
Святая Вероника Джулиани, первая святая ордена

В Париже по находившемуся там монастырю получил название бульвар Капуцинок, созданный в XVII на месте бастионов крепостной стены, — вдоль его южной стороны до Революции 1789 года тянулись монастырские сады. В будущем бульвар прославился благодаря состоявшемуся здесь в 1895 году первому в истории киносеансу братьев Люмьер, а также благодаря двум картинам с его изображением кисти Клода Моне, написанным в 1873 году.